# Tzitzikamina lawrencei
Tzitzikamina lawrencei är en mångfotingart som beskrevs av Christoph D. Schubart 1956. Tzitzikamina lawrencei ingår i släktet Tzitzikamina och familjen Dalodesmidae. Inga underarter finns listade i Catalogue of Life.